# Clickworkers

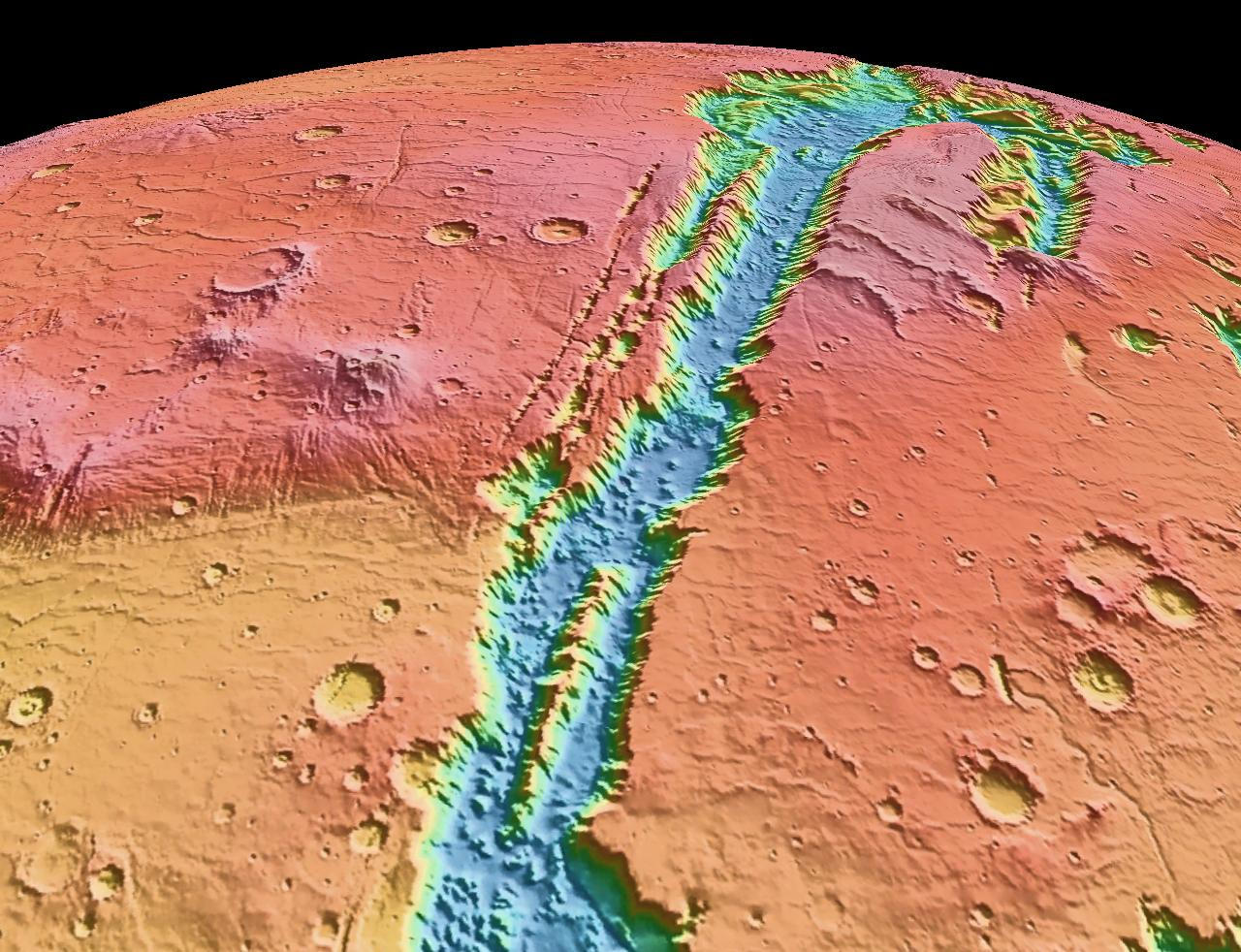
Clickworkers utilizó voluntarios para identificar y determinar la edad de los cráteres en Marte.

El término clickworkers proviene originalmente de un proyecto de la NASA en el que un gran grupo de científicos profanos evaluaron fotografías de la superficie de Marte en Internet. Algunos usuarios de Internet ahora también se conocen como clickworkers, ya que trabajan en tareas y proyectos para empresas de acuerdo con el principio del crowdsourcing sin ser contratados permanentemente por ellas. 

## Origen: NASA clickworkers
Clickworkers fue un experimento llevado a cabo por la NASA que utilizó voluntarios, apodados "clickworkers", para identificar, clasificar y establecer la edad de los cráteres en Marte a partir de la base de datos de imágenes proporcionada por el programa Viking. Este proyecto piloto fue financiado por el "NASA Ames Director's Discretionary Fund". La tarea, a pesar de no requerir grandes conocimientos técnico-científicos, requería ciertos conocimientos previos y una buena capacidad analítica y de percepción visual. que se aplicarían a tareas dispuestas de tal forma que pudieran dividirse en actividades que pudieran realizarse en unos 5 minutos, No se impuso una rutina preestablecida a los voluntarios, solo instrucciones sobre cómo proceder con ciertas tareas y documentación básica. La página del proyecto y la base de datos fueron supervisadas por el ingeniero Bob Kanefsky y mantenidas por las científicas de la agencia Nadine Barlow y Virginia Gulick. Los clickworkers de la NASA trabajaron sin paga. Todas las grabaciones se evaluaron varias veces: la masa de clickworkers garantizaba la exactitud de los resultados.  

### Objetivos y resultados
El objetivo del proyecto era dar respuesta a dos preguntas iniciales: ¿La población está capacitada, dispuesta y disponible para ayudar con proyectos científicos? ¿Son los nuevos medios para mejorar el análisis científico efectivamente capaces de producir resultados tan buenos como los logrados por los medios tradicionales? La respuesta a ambas preguntas fue positiva, considerando que ya se había realizado una catalogación previa de los cráteres por parte de los propios empleados de la agencia espacial y, por tanto, ya existía una expectativa sobre qué resultados se considerarían adecuados. Esto terminó alentando a la agencia espacial a invertir en proyectos similares basados en nuevas bases de datos y, más ampliamente, a establecer la "Oficina de Exploración Participativa" ("Participatory Exploration Office"), una instancia dentro de la agencia responsable de alentar a las personas a contribuir con sus capacidades y creatividad en las misiones de la NASA y invitarlos a compartir su entusiasmo por construir el futuro.
En noviembre de 2009 se anunció que la NASA había desarrollado un nuevo sitio web para permitir a los usuarios voluntarios ayudar en el mapeo marciano. El sitio "Be a Martian" se lanzó el 17 de noviembre de 2009 y permite a los usuarios mapear características o contar cráteres en Marte. En marzo de 2020, el sitio web "Be a Martian" parece haber desaparecido. 

## El aprendizaje profundo y la ética de recopilación de datos
La mayoría de los sistemas de aprendizaje profundo se basan en datos de capacitación y verificación generados y/o anotados por humanos. Se ha argumentado en los estudios de los medios, que no solo el trabajo de los clickworkers está mal pagado (por ejemplo, en Amazon Mechanical Turk) donde se implementa regularmente para este propósito, sino que también formas implícitas de microtrabajo humano que a menudo no se reconocen como tales. El filósofo Rainer Mühlhoff distingue cinco tipos de "captura mecánica" de microtrabajo humano para generar datos de entrenamiento: 
- Ludificación (la incorporación de tareas de anotación o computación en el flujo de un juego)
- "Atrapamiento y seguimiento" (p. ej. CAPTCHA para reconocimiento de imágenes o seguimiento de clics en las páginas de resultados de búsqueda de Google)
- Explotación de motivaciones sociales (p. ej. , etiquetado de rostros en Facebook para obtener imágenes faciales categorizadas)
- Extracción de información (p. ej., mediante el aprovechamiento de dispositivos cuantificados como rastreadores de actividad )
- Clickwork[7]

Mühlhoff argumenta que en la mayoría de las aplicaciones comerciales de aprendizaje profundo para usuarios finales, como el sistema de reconocimiento facial de Facebook (DeepFace), la necesidad de datos de entrenamiento no se detiene una vez que se entrena una Red neuronal artificial (RNA). Más bien, existe una demanda continua de datos de verificación generados por humanos para calibrar y actualizar constantemente la RNA. Para este propósito, Facebook introdujo la función de que una vez que un usuario es reconocido automáticamente en una imagen, recibe una notificación. Pueden elegir si le gusta ser etiquetados públicamente en la imagen o decirle a Facebook que no. Esta interfaz de usuario es un mecanismo para generar "un flujo constante de datos de verificación"  para entrenar aún más la red en tiempo real. Como argumenta Mühlhoff, la participación de usuarios humanos para generar datos de capacitación y verificación es tan típica para la mayoría de las aplicaciones comerciales de aprendizaje profundo para usuarios finales que dichos sistemas pueden denominarse "inteligencia artificial asistida por humanos".

## Clickworkers como pseudoautónomos
El término clickworker se convirtió en un término general para designar a los usuarios de Internet que, de acuerdo con el principio del crowdsourcing pagado, realizan pequeños trabajos de forma independiente y, en su mayoría, de forma paralela. Los trabajadores de clics y las empresas que desean transmitir órdenes de trabajo se reúnen en plataformas especiales de colaboración colectiva. Las empresas profesionales de crowdsourcing se encargan de reclutar nuevos clickworkers, procesar los pedidos, garantizar la calidad de los resultados y pagar a los clickworkers.
Según la empresa humangrid GmbH en Essen, que opera en esta zona bajo el dominio clickworker.com, los productores de texto pueden ganar más de 10 € después de la formación (a partir de 2012). En un ejemplo en Streetspotr, los contratistas recibieron 1 € por punto de venta de revistas cuyas estanterías fotografiaron según especificaciones específicas.  Las ganancias reales de un trabajador son 3 € por hora. Los críticos del clickworkerismo ven el peligro del dumping salarial en esto.

### Crítica
Dado que la cantidad de trabajo y los salarios no se correlacionan en absoluto y no se alcanza el salario mínimo, el trabajo colaborativo es objeto de fuertes críticas.  Los salarios por hora son de menos de $ 3 por hora, con un salario promedio en Mechanical Turk de $ 1,25, muy por debajo del salario mínimo de EE. UU. Debido a la falta de normas de seguridad y salud ocupacional y la falta de seguridad social  (por ejemplo, no hay seguridad en la vejez, en caso de enfermedad o embarazo  ), la política alemana Andrea Nahles inició el Diálogo "Trabajo 4.0", en el que sindicatos, asociaciones empresariales y científicos asesoran sobre cómo puede ser el trabajo digno en el futuro.
Mary L. Gray y Siddharth Suri de Microsoft Research describen en su libro How to Stop Silicon Valley from Building a New Global Underclass (Cómo evitar que Silicon Valley construya una nueva subclase global) las consecuencias del modelo empresarial basado en los clickworkers y moderadores de contenido. Los expertos asumen que hay muchas decenas de miles, probablemente más de 100.000 moderadores de contenido en todo el mundo. Además, hay millones de clickworkers autónomos solo en Europa y EE. UU. No tienen cabildeo efectivo, no tienen poder, trabajan por ejemplo en barrios marginales argentinos o en prisiones finlandesas. A las grandes empresas tecnológicas no les gusta hablar sobre ellos y guardan silencio sobre los detalles.